# Mencía (nombre)
Mencía, no confundir con «Mencia» (sin tilde), es un nombre propio femenino de origen español cuya etimología más aceptada es que se trata un hipocorístico de "Clemencia" por lo que significa "la indulgente" o "la benigna". 
Si bien los orígenes de Mencía son confusos y no existen fuentes fidedignas al respecto, las primeras referencias históricas documentadas del nombre de Mencía aparecen en Navarra, norte de Castilla y el pirineo aragonés, zonas éstas donde fueron habituales algunos nombres no germánicos como Sancho, García, Galindo, Íñigo, Fortún, Velasco, Lope, Jimeno o Diego para los varones, y Oneca, Jimena, Gadea, Sancha o Velasquita para las mujeres. Otro origen, dadas las primeras referencias documentadas, apunta a que proviene de la palabra "Mendia", que en euskera significa "monte". 
Otras referencias históricas apuntan a la poco probable posibilidad de que sea una abreviación de la expresión "El dulce nombre de María" en latín (Nomen Dulcis María), de la que se tomarían las últimas sílabas (MEN-CI-A) para formar este nombre. 
El nombre lo han llevado personajes históricos como:
- Mencía López de Haro (1215-1270), noble vizcaína y reina consorte de Portugal.
- Mencía de Figueroa (14??-1444), noble andaluza.
- Mencía de Mendoza y Figueroa Archivado el 16 de mayo de 2018 en Wayback Machine. (Guadalajara 1421- Burgos 1500), mecenas y Condestablesa de Castilla.
- Mencía de Mendoza (1508-1554), noble y política de Guadalajara.
- Mencía Calderón (1514-1566), exploradora extremeña.
- Mencía de Velasco

En el siglo XVII el nombre de Mencía todavía conservaba vigencia ya que consta en el "Tesoro de la Lengua Castellana o Española" de Covarrubias, en Burgos. Hoy en día es un nombre menos extendido pero aún utilizado sobre todo en Castilla y León y Galicia. Según el INE, a fecha 01/01/2016 en España llevan el nombre de Mencía: 2.119 mujeres lo que supone un 0,089‰.

## Pueblo de Doña Mencía (Córdoba)
El nombre de Mencía ha dejado huella en la toponimia, como ocurre con el pueblo de Doña Mencía en Córdoba. La villa debe su nombre a la noble vizcaína Mencía López de Haro, esposa de D. Alvar Pérez de Castro; capitán y leal servidor de Fernando III de Castilla (1) durante la reconquista en el siglo XIII, y más tarde reina consorte de Portugal. La localidad fue inmortalizada por el escritor Juan Valera, cuyos textos forman la "Ruta Valeriana", que recorre por la villa, los rincones más recreados por el ilustre escritor.

(1) Fernando III fue hijo del rey leonés Alfonso IX y doña Berenguela, hija ésta del rey castellano Alfonso VIII. Fue asimismo padre de Alfonso X el Sabio e impulsor, entre otros, de la construcción de la Catedral de Burgos. Con Fernando III y a pesar de su espíritu pacificador (roto tras la muerte de Yusuf II y las posteriores agresiones almohades), la reconquista alcanzó una de sus cotas más favorables para las huestes cristianas, llegando incluso a conquistar lo que un día fuera la capital del Califato, Córdoba.